# Sulco temporal superior

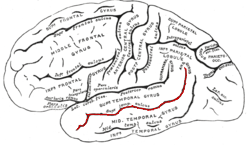
Localização do sulco temporal superior em vermelho.

O sulco temporal superior (STS) é o sulco que separa o giro temporal superior do giro temporal médio no lobo temporal do cérebro. Um sulco é uma depressão que se curva na maior parte do cérebro, o telencéfalo, e um giro é uma crista que se curva para fora do telencéfalo.
O STS está localizado sob o sulco lateral, que é a fissura que separa o lobo temporal, lobo parietal e lobo frontal. O STS tem uma estrutura assimétrica entre os hemisférios esquerdo e direito, sendo o STS mais longo no hemisfério esquerdo, mas mais profundo no hemisfério direito. Essa organização estrutural assimétrica entre os hemisférios só foi encontrada no STS do cérebro humano.
O STS demonstrou produzir respostas fortes quando os sujeitos percebem estímulos em áreas de pesquisa que incluem teoria da mente, movimento biológico, rostos, vozes e linguagem.